# 和歌山ウェイブス
和歌山ウェイブス（わかやまウェイブス、Wakayama Waves）は、関西独立リーグ（さわかみ関西独立リーグ）に加盟する和歌山県のプロ野球チームで、2017年からリーグ戦に参加している。
発足から2022年11月までのチーム名は和歌山ファイティングバーズ（わかやまファイティングバーズ、Wakayama Fighthing Birds）だったが、2022年12月から運営会社の変更に伴い現在の名称へ変更した。

## 概要
リーグ4球団目のチームとして、2016年6月にチームの創設と2017年度からのリーグ戦参加が発表された。創設当時、球団の運営はNPO法人「ANFUTURE」が当たった。
創設は2015年8月にリーグが田辺市で公式戦を実施したことがきっかけであった。発足当時の球団の名称は、田辺市の闘鶏神社に由来する。
発足時には兵庫ブルーサンダーズ代表の高下沢が理事となり、初代監督も兵庫の監督を務めていた和歌山市出身の山崎章弘が就任した。
和歌山ファイティングバーズ時代のチームカラーはえんじ色と金色だった。和歌山ウェイブスについては発表されていないが、ユニフォームのカラーは白と黒を基調にしたものとなっている。
また、女子硬式野球チームも同時に発足することとなり、「和歌山ファイティングバーズNANA」の名称で18歳以下と19歳以上の2チームを編成、2017年2月4日に設団式がおこなわれて発足した。同チームは2019年からチーム名を和歌山Reginaへ変更している。
2019年シーズン終了後、運営母体が株式会社CMDFBに変更となることが発表された。新運営会社は、スポンサー減による運営資金不足の対策としてリーグ代表がベンチャー企業に支援を要請し、設立された。
しかし、有料観客数の伸び悩みやスポンサー確保の苦慮といった環境で運営会社が2022年シーズン限りで撤退することとなり、運営会社の取締役が新たに設立した株式会社BenK（ベンケイ）が2022年12月に運営を引き継ぎ、球団名が「和歌山ウェイブス」へ変更された。

### 開催球場

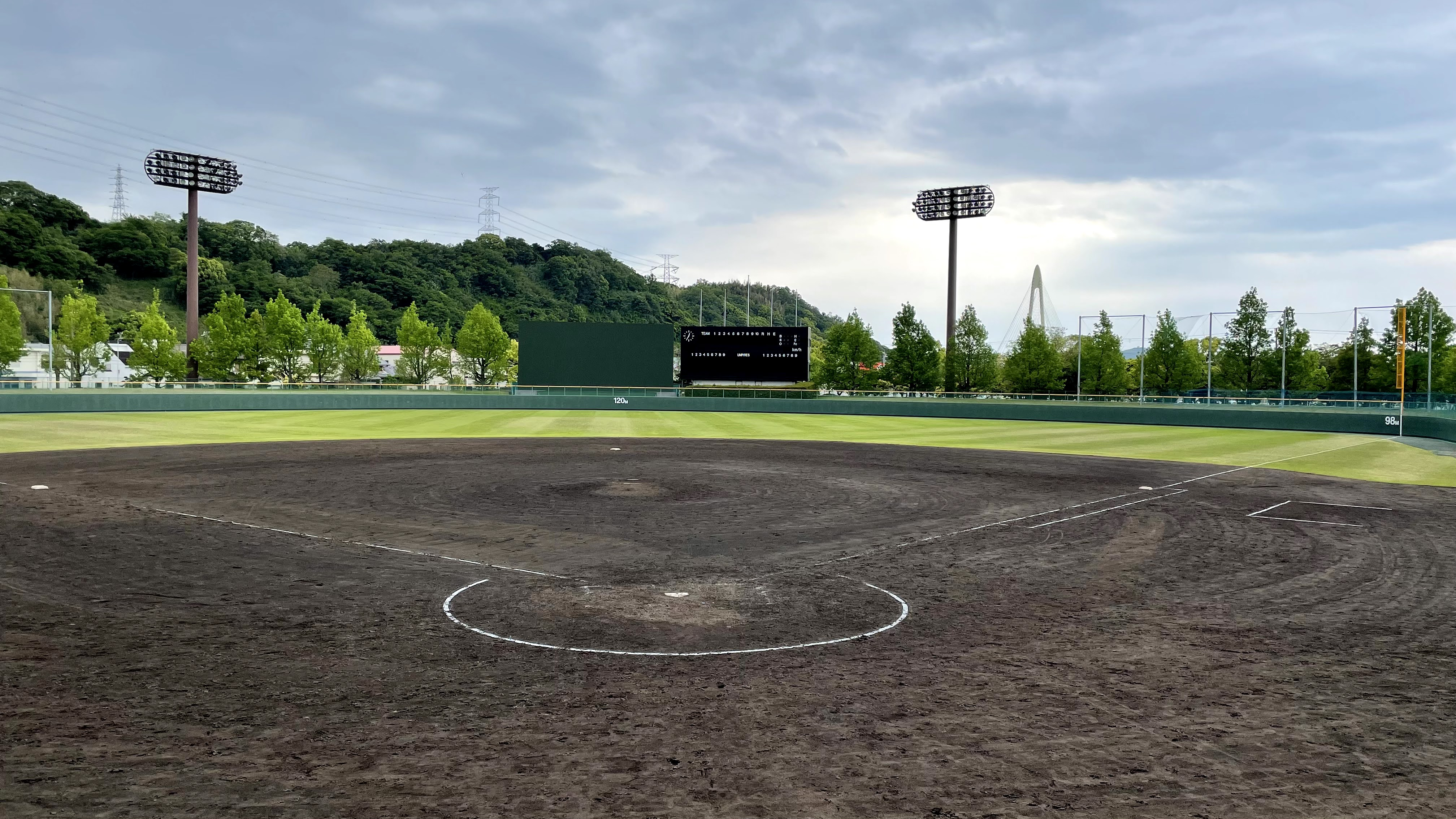
和歌山県営紀三井寺野球場
（和歌山市）

リーグ加入当時、試合は田辺市の田辺スポーツパーク野球場、上富田町の上富田スポーツセンター野球場、串本町の串本町総合運動公園野球場（サン・ナンタンランド）を使用するとされた。
2017年シーズンは田辺で15試合、上富田で1試合、串本で1試合が開催された。
2018年シーズンは田辺で8試合、上富田で4試合、串本で1試合のほか、和歌山県営紀三井寺野球場でも1試合が開催された。このほか、新宮市のくろしおスタジアムでも1試合の開催が予定されていたが、中止となった。リーグチャンピオンシップは田辺で開催している。
2019年シーズンは、上富田が12試合、田辺が6試合と上富田と田辺の試合数が逆転したほか、前年までの串本や紀三井寺に加え、御坊総合運動公園で1試合、また本来は兵庫のホームである城山公園野球場（アメニスキッピースタジアム）でも1試合を開催した（相手は堺）。このほか、貴志川スポーツ公園野球場（紀の川市）で1試合が予定されていたが、コンディション不良により中止となった。
2020年シーズンは、田辺が9試合、御坊が3試合、上富田が1試合だった。天候不良等の理由で田辺での初試合は9月24日となった。
2021年シーズンは、田辺が13試合、上富田が10試合、串本が1試合だった。紀三井寺では2試合が計画された（開催決定は開幕後の8月3日）が、対戦相手の神戸三田の選手が新型コロナウイルス感染症に罹患したために中止となり、田辺に振替られた。
2022年シーズンは、開幕前の時点では上富田17試合、田辺5試合、串本1試合（未定1試合）となっていた。未定だった1試合については紀三井寺で開催することが7月1日に発表された。最終的に上富田16試合、田辺6試合、串本1試合、紀三井寺1試合となった。
2023年3月5日に発表された同年の日程では上富田9試合、田辺9試合、串本1試合のほか、県外のひばり公園湖東スタジアム（滋賀県東近江市）で1試合が予定されていた（未定1試合あり）。しかし、湖東スタジアムでの試合は実施前の7月1日に上富田に変更され、初の県外開催は実現しなかった。一方、未定だった1試合については紀三井寺球場で実施することが8月1日に発表され、前年に続いて同球場で公式戦を実施することになった。最終的には、串本で予定された1試合も中止で振替となり、上富田13試合・田辺10試合・紀三井寺1試合となった。
2024年3月1日に発表された同年の日程では上富田10試合、紀三井寺8試合、田辺6試合、串本1試合の内訳で、うちナイター5試合（紀三井寺4・田辺1でいずれも17時開始）が設定されている。球団では2024年に「紀三井寺球場での開催試合数を増やす」ことを目的の一つとしたクラウドファンディング（目標額120万円）を実施している。4月4日に記者会見したGMの濱中治は紀三井寺での試合数を増やした理由について「和歌山全体で応援してもらいたいという思い」と述べ、県北部での知名度向上を目指していると報じられた。シーズン開幕後に、上富田で中止になった1試合が御坊総合運動公園に振替となり、同球場では4年ぶりの公式戦開催となった。
2025年の日程では、田辺と御坊で試合設定がなく、上富田15試合、紀三井寺8試合、串本1試合の内訳で、ナイターは紀三井寺でのみ4試合（17時開始）が設定されている（当初は5試合だったが、開幕後に1試合をデーゲームに変更）
。今年度は紀三井寺で堺シュライクスも主催試合を10試合実施するが、そのうち和歌山との対戦は2試合である。

## 歴史

### 2016年まで
- 6月10日 - 関係者が記者会見を開き、球団の創設と名称、2017年度からのリーグ戦参加を発表[2][3]。
- 7月11日 - 球団ロゴマークとマスコットのデザインが決定[38]。
- 10月31日 - 初代監督に和歌山市出身の兵庫監督の山崎章弘が就任することを発表[6][39]。
- 11月5日 - 田辺市でトライアウトを実施[40]。
- 12月17日 - 入団選手20人と仮契約し、投手コーチに元オリックス・バファローズの2軍投手コーチだった吉田篤史の就任を発表[41][42][注釈 4]。

### 2017年
- 2月28日 - 公式戦で着用するユニフォームが発表される[43]。
- 4月8日 - 開幕戦となる予定だった兵庫戦が雨天のため中止となる[44]。
- 4月15日 - 最初の公式戦となる対兵庫戦を田辺スポーツパーク野球場で開催（6-11で敗戦、降雨のため6回コールドゲーム）[45]。
- 10月8日 - 初年度シーズン最終戦。順位は3位（最下位）で、タイトル獲得者はいなかった。
- 11月30日 - この日付で投手コーチの吉田篤史が退団[46]。
- 12月21日 - 投手コーチに元日本ハムファイターズ選手で前東北楽天ゴールデンイーグルススカウトの川原昭二の就任を発表[47]。

### 2018年
- 9月27日 - この日予定されていた対06戦が雨天中止で引き分け扱いとなり、初のリーグ戦優勝を達成[48]。
- 10月14日 - リーグ戦2位の兵庫と対戦したチャンピオンシップ第1戦に勝利し、リーグ戦優勝のアドバンテージ1勝を加えた対戦成績2勝0敗で、初の年間優勝[49]。
- 11月27日 - 監督の山崎の退任、ならびに後任として投手コーチの川原昭二の昇格を発表[50][51]。

### 2019年
- 2月6日、同月2日に無免許運転で現行犯逮捕された代表の高下沢の辞任を発表[52][53]。
- 11月25日、株式会社CMD FBに運営母体が変更となることを発表[10]。球団代表には田所洋二が就任した[54][55]。

### 2020年
- 10月28日 - 今シーズンの公式戦を終了、12勝10敗3分で2位だった[56]。今シーズンは新型コロナウイルスの感染拡大により開幕が順延となり、5月のチーム練習再開まで、地元農家の支援をおこなう選手もいた[57]。
- ものまねタレントであるリトル清原が応援団長として活動することが発表された[58]。

### 2021年
- 11月に球団代表の田所洋二が辞任した[59]。

### 2022年
- 3月1日付で智弁和歌山高OBで和歌山南陵高でコーチも務めた北岡大伸が球団代表に就任した[59]。
- 5月16日、選手1人が新型コロナウイルス感染症の陽性判定を受けたため、翌日の対兵庫戦が中止となる[60]。
- 5月23日、田辺市の出身で元・阪神タイガース打撃コーチの濱中治（朝日放送テレビ・朝日放送ラジオ・サンテレビジョン・スカイAの野球解説者）が、解説者としての活動と並行しながらゼネラルマネジャー（GM）に就任することを発表[61]。
- 12月1日、GMの濱中が、運営会社の変更に伴って同日からチーム名を「和歌山ウェイブス」に変更したことを記者会見で発表[1][11]。

### 2023年
- 3月18日、白浜町内のホテルで壮行会を実施し、新しいユニフォームも披露された[5][62]。壮行会ではラッパーの晋平太のミニライブもあり、晋平太が制作した応援歌が披露された[5]。
- 9月29日、シーズン最終戦となった対堺戦に勝ち、5年ぶりのリーグ優勝を達成[63][64][65]。当シーズンは開幕から8連勝して序盤に首位を独走したが、8月末には堺・大阪との僅差の争いとなる[66]。残り2試合でマジック1が点灯するも[67]、次の大阪戦に敗れ[68]、優勝争いは2位堺との直接対決となった最終戦（堺も勝てば優勝）までもつれ込んだ[63]。
- 10月31日 - 監督の川原とコーチ1名の退団を発表[69]。
- 11月1日 - 球団代表に西河洋樹が就任したことを発表[70]。
- 11月13日 - 来シーズンの監督として元阪神タイガース選手（前富山GRNサンダーバーズコーチ）の西村憲、およびコーチ2名の就任を発表[71]。

### 2024年
- 9月23日 - 今シーズンの公式戦を終了、18勝30敗の4位だった[72]。

### 2025年
- 5月9日 - 日本海リーグ (NLB)の石川ミリオンスターズから選手2名を7月6日までレンタル移籍させる（石川側は「派遣」と表現）ことを発表[73][74]。この2名のレンタル移籍終了後の7月25日に新たに別の1名がレンタル移籍となった[75]。

## 成績

### リーグ戦
| 年度 | 期 | 監督     | 順位 | 試合 | 勝利 | 敗戦 | 引分 | 勝率 | ゲーム差  |
| ---- | -- | -------- | ---- | ---- | ---- | ---- | ---- | ---- | --------- |
| 2017 | 全 | 山崎章弘 | 3    | 36   | 12   | 21   | 3    | .364 | 12.0      |
| 2018 | 全 | 山崎章弘 | 1    | 30   | 17   | 11   | 2    | .607 | （注）4.0 |
| 2019 | 全 | 川原昭二 | 3    | 43   | 17   | 23   | 3    | .425 | 7.0       |
| 2020 | 全 | 川原昭二 | 2    | 25   | 12   | 10   | 3    | .545 | 4.0       |
| 2021 | 全 | 川原昭二 | 2    | 48   | 23   | 22   | 3    | .511 | 1.0       |
| 2022 | 全 | 川原昭二 | 2    | 48   | 21   | 25   | 2    | .457 | 16.0      |
| 2023 | 全 | 川原昭二 | 1    | 48   | 30   | 17   | 1    | .638 | （注）1.5 |
| 2024 | 全 | 西村憲   | 4    | 50   | 18   | 30   | 2    | .375 | 26.5      |

（注）2位とのゲーム差。
※2024年は淡路島ウォリアーズがシーズン途中でリーグ戦不参加となったことに伴い、未消化だった3試合が不戦勝扱いとなった。

### チャンピオンシップ
- 2018年 - 優勝（2勝0敗：対戦は兵庫）※リーグ戦優勝によるアドバンテージ1勝を含む

## スタッフ・選手
- ゼネラルマネージャー：濱中治

## マスコットキャラクター
和歌山ファイティングバーズ時代は球団名の由来となった軍鶏をモチーフにした「鳥和歌丸」だった。専用のTwitterアカウントも持つが、2019年7月を最後に更新がない。
和歌山ウェイブスに変更後の初年度はマスコットが制定されなかった。ただし球団ロゴには当初からシャチが描かれていた。2024年1月、シャチをモチーフにした「イメージキャラクター」を作成し、同月中に名称をInstagramで公募すると発表した（「マスコット」とは記されていない）。2月29日に、名称が「ウェイビー」に決定したと発表された。

## 応援歌
2024年シーズンより和歌山県を拠点に活動する歌手の森田哲平による楽曲「Waves Here we Go!」が球団公式応援ソングとして採用されており、ホームゲームの際には不定期でミニライブも行われている。

## 応援スタイル
応援団「和歌山ウェイブス應援団」がある。2022年度以前は「紀州闘鶏会」という名称だったが、球団名の変更に合わせて改称した。スピーカーを用いて音源を流して応援をしている。球場では「野球王国　和歌山」と書かれた横断幕を使用している。

## 提携
2017年11月7日、学校法人神村学園と提携して同学園の通信制課程の高校生による育成チームを発足させることを発表した。しかし、この育成チームについては続報がない。